# Nghiêm
Nghiêm là một họ của người thuộc vùng Văn hóa Đông Á, gồm người Việt Nam, Trung Quốc (chữ Hán: 嚴, giản thể: 严, bính âm: yán) và Triều Tiên (Hangul:엄, Hanja: 嚴, Romaja quốc ngữ: Yeom).
Ở Việt Nam hiện nay, họ Nghiêm có ở nhiều địa phương. Lịch sử họ Nghiêm xuất hiện từ khá lâu tại kinh thành Thăng Long vào cuối thời Tiền Lê đầu thời Lý. Hậu duệ định cư tại thôn Đỗ Xá, xã Lan Đình, huyện Đông Ngàn, phủ Từ Sơn  trấn Kinh Bắc (nay là thôn Quan Độ, xã Văn Môn, Yên Phong, Bắc Ninh). Trong suốt lịch sử triều Lý, vào giai đoạn đầu dòng họ đều làm quan sinh sống tại kinh thành Thăng Long, về sau, con cháu có di cư đến nơi khác nhưng phần lớn vẫn sinh sống tại quê nhà. Thời Lý là giai đoạn họ Nghiêm có nhiều hiền tài nhất, làm quan chức cao, làm việc thường trực trong triều và đương thời rất được thiên hạ ngợi ca.